# Tiro ai I Giochi europei
Le gare di tiro a segno e tiro a volo ai I Giochi europei sono state disputate a Baku tra il 16 e il 22 giugno 2015.

## Podi

### Uomini
| Evento                | Oro                 | Perform. | Argento           | Perform. | Bronzo                 | Perform. |
| Carabina              |                     |          |                   |          |                        |          |
| 10 m aria compressa   | Vitali Bubnovič     | 206.6    | Niccolò Campriani | 206.4    | Sergey Richter         | 185.5    |
| 50 m 3 posizioni      | Valerian Sauveplane | 456.2    | Petar Gorsa       | 454.0    | Vitali Bubnovič        | 444.5    |
| 50 m a terra          | Henri Junghänel     | 208.5    | Marco De Nicolo   | 207.3    | Sjarhej Martynaŭ       | 186.3    |
| Pistola               |                     |          |                   |          |                        |          |
| 10 m aria compressa   | Damir Mikec         | 201.8    | João Costa        | 201.5    | Juraj Tužinský         | 180.1    |
| 25 m automatica       | Christian Reitz     | 33       | Alexei Klimov     | 29       | Oliver Geis            | 27       |
| 50 m                  | Damir Mikec         | 192.2    | Pavol Kopp        | 187.5    | Abdullah Omer Alimoglu | 167.1    |
| Tiro a volo           |                     |          |                   |          |                        |          |
| Fossa olimpica        | Aleksej Alipov      | 15       | Erik Varga        | 14       | Giovanni Pellielo      | 13       |
| Doppia fossa olimpica | Vitaly Fokeev       | 29       | Richard Bognar    | 26       | Antonino Barillà       | 29       |
| Skeet                 | Valerio Luchini     | 16       | Stefan Nilsson    | 14       | Marko Kemppainen       | 15       |

### Donne
| Evento              | Oro                   | Perform. | Argento          | Perform. | Bronzo           | Perform. |
| Carabina            |                       |          |                  |          |                  |          |
| 10 m aria compressa | Andrea Arsović        | 207.8    | Sarah Hornung    | 207.7    | Barbara Engleder | 186.0    |
| 50 m 3 posizioni    | Petra Zublasing       | 464.7    | Laurence Brize   | 454.6    | Olivia Hofmann   | 443.2    |
| Pistola             |                       |          |                  |          |                  |          |
| 10 m aria compressa | Zorana Arunović       | 199.5    | Sonia Franquet   | 196.3    | Viktoria Čaika   | 177.4    |
| 25 m                | Heidi Diethelm Gerber | 8        | Antoaneta Boneva | 4        | Monika Karsch    | 7        |
| Tiro a volo         |                       |          |                  |          |                  |          |
| Fossa olimpica      | Fátima Gálvez         | 13       | Arianna Perilli  | 11       | Elena Tkač       | 14       |
| Skeet               | Amber Hill            | 15+30    | Diana Bacosi     | 15+29    | Chiara Cainero   | 16       |

### Gare miste
| Evento              | Oro                                            | Perform. | Argento                                      | Perform. | Bronzo                                          | Perform. |
| Carabina            |                                                |          |                                              |          |                                                 |          |
| 10 m aria compressa | Italia Petra Zublasing Niccolò Campriani       | 5        | Danimarca Stine Nielsen Steffen Olsen        | 4        | Russia Daria Vdovina Sergey Kruglov             | 5        |
| Pistola             |                                                |          |                                              |          |                                                 |          |
| 10 m aria compressa | Germania Monika Karsch Christian Reitz         | 5        | Grecia Anna Korakakī Konstantinos Malgarinos | 4        | Russia Ekaterina Korshunova Vladimir Gontcharov | 5        |
| Tiro a volo         |                                                |          |                                              |          |                                                 |          |
| Fossa olimpica      | Slovacchia Erik Varga Zuzana Rehak Stefecekova | 27       | Russia Alexey Alipov Elena Tkach             | 21       | San Marino Manuel Mancini Alessandra Perilli    | 27       |
| Skeet               | Italia Valerio Luchini Diana Bacosi            | 30       | Cipro Georgios Achilleos Andri Eleftheriou   | 29       | Francia Lucie Anastassiou Anthony Terras        | 28       |

Per il tiro a volo le performance indicate si riferiscono alle finali per la medaglia d'oro e per la medaglia di bronzo. I nuovi regolamenti a partire dal 2012 prevedono infatti l'azzeramento del punteggio prima delle semifinali e prima delle finali.